# Alexander Segger George

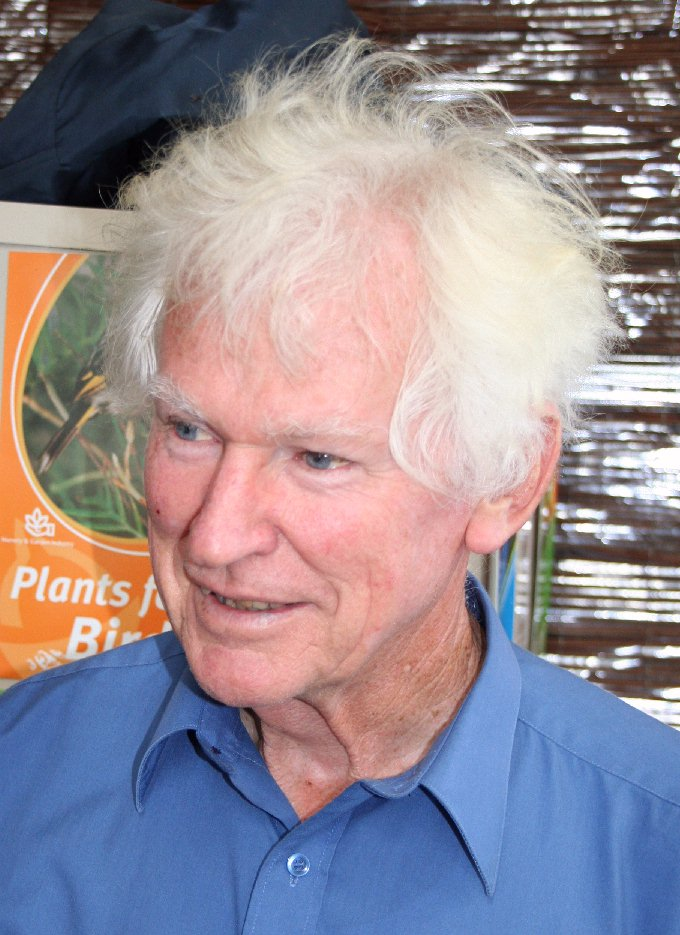
Alexander George

Alexander Segger George (* 4. April 1939 in East Fremantle, Western Australia) ist ein australischer Botaniker. Sein botanisches Autorenkürzel lautet „A.S.George“.

## Berufsleben
George trat 1959, im Alter von 20 Jahren, die Stelle eines Laborassistenten im Western Australian Herbarium an. Er arbeitete ein Jahr lang unter Charles Austin Gardener, bis dieser pensioniert wurde. Auf diesen ersten Chef führt er zum Teil sein Interesse an Banksien zurück. 1963 machte er seinen Bachelor an der University of Western Australia und im Jahr darauf fügte er den Titel eines Major der Botanik dazu. Er arbeitete weiterhin beim Western Australian Herbarium, wurde 1968 aber zum „Australian Botanical Liaison Officer“ bei den Royal Botanic Gardens in Kew bei London ernannt. George ist auch an Geschichte, insbesondere an Biografien der westaustralischen Naturforscher interessiert. Er veröffentlichte auch eine Reihe von geschichtlichen Artikeln, beispielsweise eine Geschichte der Royal Society of Western Australia und eine Reminiszenz an die Naturforscherin Rica Erickson. 1999 veröffentlichte er ein Buch über William Dampiers Naturforschersammlung in Western Australia mit dem Titel William Dampier in New Holland: Australia's First Natural Historian.
George spezialisierte sich anfangs auf Orchideen, aber bald fokussierte er sich auf die Gattungen Banksia und Dryandra aus der Familie der Proteaceae. Er schrieb den Text zu Celia Rossers dreibändigen Werk „The Banksias“, das zwischen 1981 und 2001 erschien und in dem Rossers Zeichnungen von jeder einzelnen Banksiaart enthalten sind. 1981 veröffentlichte die Zeitschrift „Nuytsia“ Georges wegweisende Monografie „The genus Banksia L. f. (Proteceae)“, die erste taxonomische Abhandlung über Banksien seit George Benthams „Flora Australiensis“ aus den 1870er-Jahren. Drei Jahre später veröffentlichte er das populäre „The Banksia Book“ und wiederum ein Jahr später  „An Introduction to the Proteceae of Western Australia“. 1999 wurde seine Taxonomie der Banksien und Dryandren als Teil der Monografienreihe  „Flora Australiensis“ veröffentlicht.
Von 1981 bis 1993 lebte George in Canberra und arbeitete als Herausgeber der Monografienreihe „Flora Australiensis“. Seine umfassende Überarbeitung der Gattung Verticordia mit neuen Taxa wurde 1991 in „Nuytsia“ veröffentlicht. Heute lebt George wieder in Perth und arbeitet als botanischer und Verlagsberater. Er ist ebenso ein „Honory Research Associate“ beim Western Australian Herbarium und stellvertretender Professor an der „School of Biological Sciences“ der Murdoch University.

## Ehrungen
1976 wurde die eigenartige Gattung Alexgeorgea Carlquist 1976 aus der Familie der Restionaceae nach Alexander Segger George benannt.
Am 11. Juni 2012 wurde George zum Mitglied des Order of Australia ernannt, und zwar wegen seines

„service to conservation and the environment as a botanist, historian and author, particularly in the area of Australian flora, and through roles with national and international professional organisations.“ (dt.: „Dienstes für die Erhaltung der Umwelt als Botaniker, Historiker und Autor, besonders auf dem Gebiet der australischen Flora und durch sein Engagement bei nationalen und internationalen Berufsorganisationen“).

## Veröffentlichungen (Auswahl)
- Orchids of Western Australia (1969)
- A New Eucalypt from Western Australia (1970)
- A List of the Orchidaceae of Western Australia (1971)
- Flowers and Plants of Western Australia (1973)
- The Genus Banksia (1981)
- The Banksias (1981–2002, zusammen mit Celia Rosser)
- The Banksia Book (1984)
- An Introduction to the Proteaceae of Western Australia (1985)
- New taxa, combinations and typifications in Verticordia (Myrtaceae: Chamelaucieae). Nuytsia (1991)
- Notes on Banksia L.f. (Proteaceae) (1996)
- Wildflowers of Southern Western Australia (1996, zusammen mit  Margaret G. Corrick und Bruce A. Fuhrer)
- Banksia in Flora of Australia: Volume 17B: Proteaceae 3: Hakea to Dryandra (1999)
- Dryandra in Flora of Australia: Volume 17B: Proteaceae 3: Hakea to Dryandra (1999)
- William Dampier in New Holland: Australia's First Natural Historian
- The Long Dry: Bush Colours of Summer and Autumn in South-Western Australia